# Alling å (Djursland)
Alling Å är ett vattendrag i Danmark.   Det ligger i Region Mittjylland.
Alling Å rinner genom kommunerna Favrskov, Randers, Syddjur och Norddjur. Skørring Å är ett av de större tillflödena. Dess källa ligger Favrskovs kommun och vattendraget mynnar i den delen av Randersfjorden som kallas Grund Fjord, strax väster om Allingåbro i Norddjurs kommun.

## Mänsklig påverkan
Vattendraget har påverkats av jordskredet vid Nordic Waste.